# 분청사기 철화어문 항아리
분청사기 철화어문 항아리(粉靑沙器 鐵畵魚文 立壺)는 서울특별시 용산구 한남동, 삼성미술관 리움에 있는 조선시대의 분청사기이다. 1984년 8월 6일 대한민국의 보물 제787호로 지정되었다.

## 개요
분청사기 철화어문 항아리(粉靑沙器 鐵畵魚文 立壺)는 조선시대 만들어진 높이 27cm, 아가리 지름 15cm, 밑지름 9.8cm의 항아리이다.
어깨는 서서히 벌어져 몸체 윗부분에 중심이 있으며, 다시 좁아져 작고 나지막한 굽이 받치고 있는 아담한 형태를 하고있다. 아가리 부분의 안쪽에 덩굴무늬를, 굽다리에는 연꽃무늬로 띠를 둘렀으며, 몸체 전면은 귀얄이란 붓으로 백토를 발랐다.
짙은 검은색 안료를 사용하여 어깨에는 간략한 풀무늬를, 몸통 아랫부분에는 큼직하고 특이한 연꽃무늬를 듬성듬성 넣었다. 몸통 중심에는 사실적으로 그린 물고기 2마리와 연꽃을 인화, 상감, 철화의 수법으로 자유롭게 표현하였다. 회청색의 밝은 광택이 흐르는 이 항아리는 지금까지 알려진 분청사기 가운데 가장 다양한 장식 수법을 보여 주고 있다.
사실적이고도 대범하게 나타낸 연꽃과 물고기의 표현은 뛰어난 예술적 품격을 지니고 있으며, 도자기 연구에도 중요한 자료가 되고 있다.

## 같이 보기
- 분청사기

## 참고 자료
- 분청사기 철화어문 항아리 - 국가유산청 국가유산포털